# Hermann Schulte-Sasse

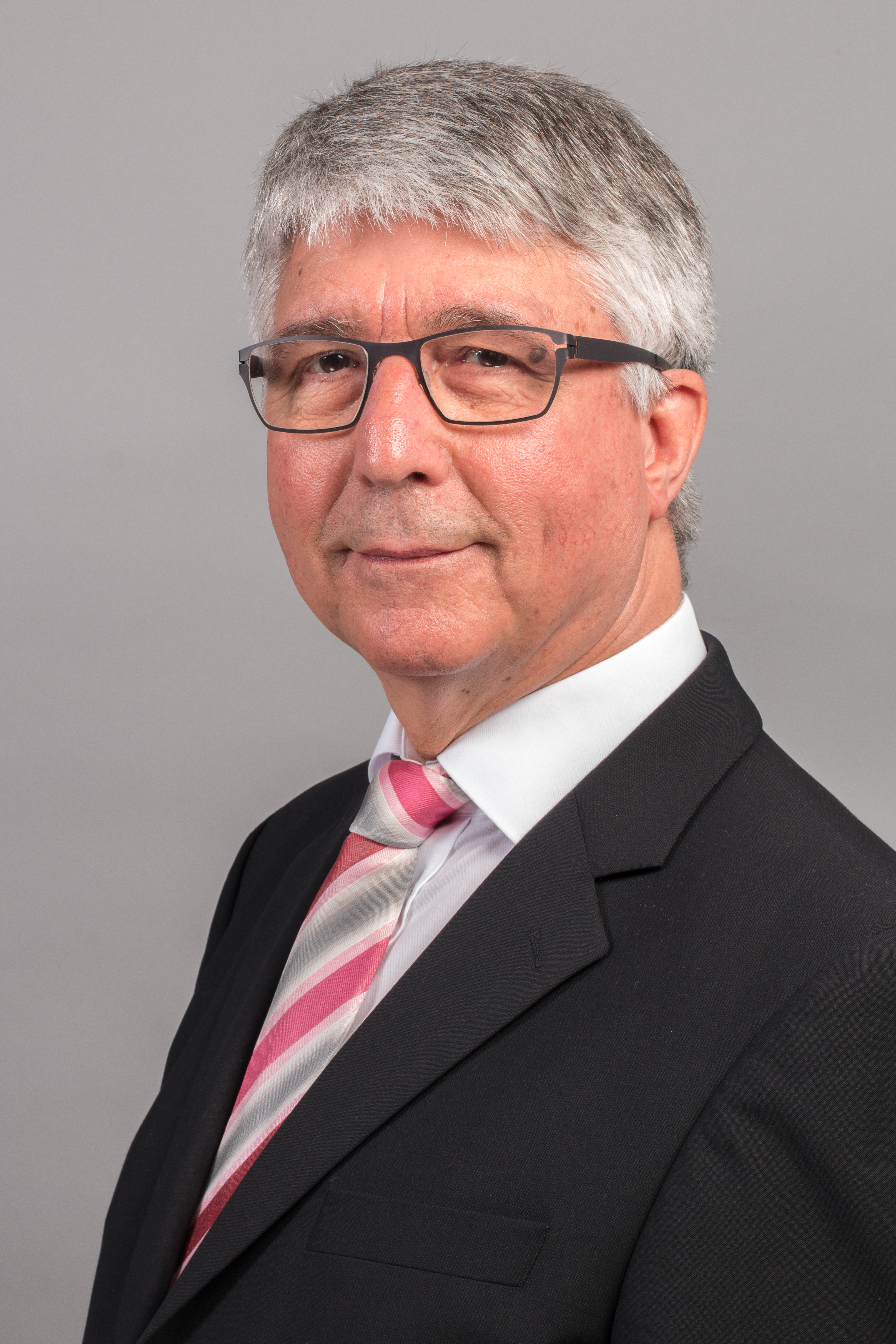
Hermann Schulte-Sasse (2014)

Hermann Schulte-Sasse (* 8. Januar 1948 in Salzgitter) ist ein deutscher Mediziner. Er war Bremer Staatsrat und war von Dezember 2012 bis Juli 2015 Senator für Gesundheit in Bremen (parteilos).

## Biografie

### Ausbildung und Beruf
Schulte-Sasse wuchs in Waltrop auf und machte 1966 sein Abitur am Freiherr vom Stein-Gymnasium in Lünen. Nach dem Grundwehr- und Zivildienst studierte er von 1968 bis 1974 Medizin an der Medizinischen Hochschule Hannover und der Universität Heidelberg und bildete sich ab 1975 in Lünen, Bochum und Berlin weiter zum Internisten aus. Von 1976 bis 1979 nahm er einen Lehrauftrag an der Fachhochschule Dortmund wahr. Er promovierte 1991 zum Dr. med. an der Universität Frankfurt am Main. Von 1979 bis 1981 war er als Entwicklungshelfer des Deutschen Entwicklungsdienstes (DED) in Ecuador tätig. In den daran anschließenden Jahren engagierte er sich für eine bessere Arzneimittelversorgung von Entwicklungsländern in der BUKO-Pharmakampagne. Von 1986 bis 1991 arbeitete er als Oberarzt am Institut für Klinische Pharmakologie am Klinikum Bremen-Mitte. Danach war er bis 1993 beratender Arzt bei der AOK – Landesverband Bremen/Bremerhaven. Von 1993 bis 1997 nahm er die Aufgaben eines gewählten, hauptamtlichen Stadtrates (Gesundheitsreferent) von München wahr. 1997 bis 1998 war er mit dem Aufbau und der Leitung des Stabsbereichs für Medizin beim AOK-Bundesverband in Bonn beschäftigt und zugleich zeitweise auch Vorsitzender eines  Unterausschusses der Ärzte und Krankenkassen für Fragen des Leistungskataloges der Gesetzlichen Krankenversicherung (GKV).
Von 1998 bis 2001 war er Abteilungsleiter im Bundesgesundheitsministerium (Bereiche Krankenversicherung und Krankenhauswesen).

### Politik
2002 erfolgte seine Ernennung zum  Staatssekretär in der Senatsverwaltung für Gesundheit, Soziales und Verbraucherschutz in Berlin.
2007 wurde der parteilose Schulte-Sasse in Bremen zum Staatsrat für die Bereiche Gesundheit, Verbraucherschutz und Frauen bei der Senatorin Ingelore Rosenkötter (SPD) berufen, die er damit auch vertrat. Er setzte sich für die gesetzliche Obduktionspflicht bei ungeklärten Todesfällen bei Kindern bis zum sechsten Lebensjahr ein, um mögliche Misshandlungen aufdecken zu können. Am 30. Juni 2011 ist er infolge der Senatsneubildung aus dem Amt als Staatsrat ausgeschieden.
Schulte-Sasse wurde im Dezember 2012 als Senator für Gesundheit in den Senat unter Bürgermeister Jens Böhrnsen (SPD) berufen. Seine Vorgängerin war Renate Jürgens-Pieper (SPD).